# Грушівка (Дніпровський район)
Гру́шівка — село в Україні, у Святовасилівській сільській громаді Дніпровського району Дніпропетровської області. Населення — 131 мешканець.

## Географія
Село Грушівка знаходиться на відстані 2 км від лівого берега річки Грушівка, на відстані 2 км розташовані села Березнуватівка, Костянтинівка і Шмакове (Кам’янський район). У селі бере початок Балка Довга з загатою. Поруч проходить автомобільна дорога Т 0420.

## Населення

### Мова
Розподіл населення за рідною мовою за даними перепису 2001 року:
| Мова                | Відсоток |
| ------------------- | -------- |
| українська          | 99,2 %   |
| інші/не визначилися | 0,8 %    |

## Інтернет-посилання
- Погода в селі Грушівка [Архівовано 5 березня 2016 у Wayback Machine.]

1. ↑  Рідні мови в об'єднаних територіальних громадах України — Український центр суспільних даних